# Симон Енер
Симон Енер (на френски: Simone Hanner е бивша френска плувкиня.

## Биография и кариера
Симон Енер е родена на 30 юли 1949 г. в Нова Каледония „задморска територия“ на Франция . Тя се състезава на Летните олимпийски игри през 1968 година в Мексико.
- 100 м свободен стил полуфинал 8 място[2] време: 1:04.8
- 4x 100 щафета свободен стил– 26 октомври 1968, финал 8 място[3] време: 4:15:4